# Município de Union (condado de Fayette, Ohio)
O município de Union (em inglês: Union Township) é um município localizado no condado de Fayette no estado estadounidense de Ohio. No ano de 2010 tinha uma população de 3.733 habitantes e uma densidade populacional de 29,44 pessoas por km².

## Geografia
O município de Union encontra-se localizado nas coordenadas 39° 33′ 43″ N, 83° 28′ 27″ O. Segundo a Departamento do Censo dos Estados Unidos, o município tem uma superfície total de 126.82 km², da qual 126,69 km² correspondem a terra firme e (0,1 %) 0,12 km² é água.

## Demografia
Segundo o censo de 2010, tinha 3.733 habitantes residindo no município de Union. A densidade populacional era de 29,44 hab./km². Dos 3.733 habitantes, o município de Union estava composto pelo 95,79 % brancos, o 1,29 % eram afroamericanos, o 0,21 % eram amerindios, o 0,64 % eram asiáticos, o 0,83 % eram de outras raças e o 1,23 % eram de uma mistura de raças. Do total da população o 1,88 % eram hispanos ou latinos de qualquer raça.